# Aéroport de Téhéran-Mehrabad
Pour les articles homonymes, voir Aéroport de Téhéran.
 (août 2021).
Si vous disposez d'ouvrages ou d'articles de référence ou si vous connaissez des sites web de qualité traitant du thème abordé ici, merci de compléter l'article en donnant les références utiles à sa vérifiabilité et en les liant à la section « Notes et références ».
L'aéroport de Téhéran-Mehrabad (en persan : فرودگاه بین‌المللی مهرآباد) (code IATA : THR • code OACI : OIII) est un aéroport international situé dans la ville de Téhéran, en Iran. Il demeure le premier aéroport de Téhéran mais la plupart des vols internationaux utilisent maintenant l'aéroport Imam-Khomeini, achevé en 2004. Contrairement à ce dernier, il est situé dans la ville. Il est principalement utilisé pour les vols intérieurs.
Il est accessible depuis la ligne de métro numéro 4.

## Situation
| Sārī Dasht-é Naz Golfe · persique Téhéran-MehrabadTéh.-Mehrabad Mechhed Téhéran-KhomeiniTéh.-Khomeini Chiraz Kish Ahvaz Ispahan Tabriz Bandar · Abbas Kerman Yazid Abadan Kermanchah Zahedan Bouchehr Qechm Ourmieh Racht Birjand Chabahar Lamerd |

## Base aérienne
Elle est utilisée sous le nom de 1re base aérienne tactique par l'armée de l'air iranienne, qui y déploie dans les années 2000 un escadron de MiG-29 et ses avions de transports, de ravitaillement et de servitude.

## Compagnies aériennes et destinations
| Compagnies           | Destinations |
| -------------------- | --- |
| ATA Airlines         | Ahvaz, Ardabil (en), Bandar Abbas, Birjand, Bouchehr, Gorgan (en), Ispahan-S. Beheshti, Jiroft (en), Kermanchah, Île de Kish, Mechhed-Shahid H. Nejad, Sabzevar (en), Chiraz-Shahid Dastghaib, Tabriz, Ourmieh, Zabol (en), Zahedan |
| Caspian Airlines     | Ahvaz, Golfe Persique, Chah Bahar-Konarak, Dezfoul (en), Ispahan-S. Beheshti, Mechhed-Shahid H. Nejad, Sanandaj (en), Chiraz-Shahid Dastghaib |
| Iran Air             | - Abadan, - Ahvaz, - Ardabil (en), - Bandar Abbas, - Birjand, - Bouchehr, - Chah Bahar-Konarak, - Dezfoul (en), - Gorgan (en), - Hamadan, - Ilam (en), - Ispahan-S. Beheshti, - Jahrom, - Kalaleh (en), - Kerman, - Kermanchah, - Khoy (en), - Île de Kish, - Larestan (en), - Mechhed-Shahid H. Nejad, - Nowshahr (en), - Parsabad-Moghan (en), - Qechm, - Ramsar (en), - Racht, - Sanandaj (en), - Sārī-Dasht é Naz, - Shahroud (en), - Chiraz-Shahid Dastghaib, - Tabriz, - Ourmieh, - Yazd-Shahid Sadoughi, - Zahedan |
| Iran Aseman Airlines | - Abadan, - Ahvaz, - Ardabil (en), - Golfe Persique, - Bam (en), - Bandar Abbas, - Bojnourd (en), - Bouchehr, - Gorgan (en), - Qechm, - Ilam (en), - Ispahan-S. Beheshti, - Kermanchah, - Île de Kish, - Lamard, - Larestan (en), - Lavan (en), - Mechhed-Shahid H. Nejad, - Ramsar (en), - Racht, - Sabzevar (en), - Sanandaj (en), - Chiraz-Shahid Dastghaib, - Tabriz, - Ourmieh, - Yasuj (en), - Yazd-Shahid Sadoughi                                                                                                 |
| Iran Air Tours       | Abadan, Ahvaz, Ardabil (en), Golfe Persique, Bandar Abbas, Chah Bahar-Konarak, Ispahan-S. Beheshti, Kermanchah, Mechhed-Shahid H. Nejad, Chiraz-Shahid Dastghaib, Tabriz, Yazd-Shahid Sadoughi, Zahedan |
| Karun Airlines       | Abadan, Aghajari (en), Ahvaz, Dezfoul (en), Ispahan-S. Beheshti, Kharg (en), Mahshahr (en), Racht, Chiraz-Shahid Dastghaib, Yazd-Shahid Sadoughi |
| Kish Air             | Abadan, Ahvaz, Golfe Persique, Bandar Abbas, Ispahan-S. Beheshti, Île de Kish, Mechhed-Shahid H. Nejad, Qechm, Chiraz-Shahid Dastghaib, Shahre kord (en), Tabriz, Yazd-Shahid Sadoughi |
| Mahan Air            | - Golfe Persique, - Bam (en), - Bandar Abbas, - Birjand, - Bojnourd (en), - Dezfoul (en), - Gachsaran (en), - Ilam (en), - Ispahan-S. Beheshti, - Jiroft (en), - Kerman, - Kermanchah, - Kharg (en), - Khorramabad (en), - Île de Kish, - Mechhed-Shahid H. Nejad, - Qechm, - Rafsanjan (en), - Sabzevar (en), - Sārī-Dasht é Naz, - Shahre kord (en), - Shahroud (en), - Chiraz-Shahid Dastghaib, - Sirjan (en), - Tabas (en), - Zabol (en), - Zahedan                                                                   |
| Meraj Airlines       | Bandar Abbas, Dezfoul (en), Kermanchah, Île de Kish, Mechhed-Shahid H. Nejad, Qechm, Chiraz-Shahid Dastghaib, Tabriz |
| Qeshm Airlines       | Abadan, Ahvaz, Bandar Abbas, Bouchehr, Gorgan (en), Ispahan-S. Beheshti, Île de Kish, Mahshahr (en), Mechhed-Shahid H. Nejad, Qechm, Racht, Sanandaj (en), Chiraz-Shahid Dastghaib, Ourmieh, Zahedan |
| Saha Airlines        | Mechhed-Shahid H. Nejad, Chiraz-Shahid Dastghaib |
| Sepehran Airlines    | Golfe Persique, Mechhed-Shahid H. Nejad, Chiraz-Shahid Dastghaib |
| Taban Air            | Ahvaz, Ispahan-S. Beheshti, Île de Kish, Mechhed-Shahid H. Nejad, Sahand (en), Chiraz-Shahid Dastghaib |
| Zagros Airlines      | Abadan, Ahvaz, Ispahan-S. Beheshti, Mahshahr (en), Mechhed-Shahid H. Nejad, Île de Kish, Chiraz-Shahid Dastghaib, Zahedan |

Édité le 02/01/2019

## Accidents
- Vol Saha Airlines 171 le 20 avril 205
- Crash du 6 décembre 2005